# Municipio de Gem (Dakota del Norte)
El municipio de Gem (en inglés, Gem Township) es una subdivisión administrativa del condado de Bowman, Dakota del Norte, Estados Unidos. Según el censo de 2020, tiene una población de 29 habitantes.
Abarca una zona exclusivamente rural.

## Geografía
Está ubicado en las coordenadas 46°4′25″N 103°25′11″O / 46.07361, -103.41972. Según la Oficina del Censo de los Estados Unidos, el municipio tiene una superficie total de 93,09 km², de la cual 92,85 km² corresponden a tierra firme y (0,26 %) 0,24 km² es agua.

## Demografía
Según el censo de 2020, hay 29 personas residiendo en la zona. La densidad de población es de 0,31 hab./km². La totalidad de los habitantes son blancos. No hay hispanos o latinos viviendo en la región.

## Gobierno
El municipio está gobernado por una junta de tres miembros integrada por un presidente (chairman) y dos supervisores. Hay también un tesorero/secretario.